# La Bella de Durrës
La Bella de Durrës (también llamada La Bella Doncella de Durrës) es un mosaico policromado del siglo IV a. C. y es el mosaico más antiguo e importante descubierto en Albania. El mosaico de 9 m2 tiene forma elíptica y representa la cabeza de una mujer sobre un fondo negro, rodeada de flores y otros elementos florales. Fue descubierto en 1918 en Durrës, y desde 1982 ha estado en exhibición en el Museo Histórico Nacional de Albania en Tirana.

## Historia

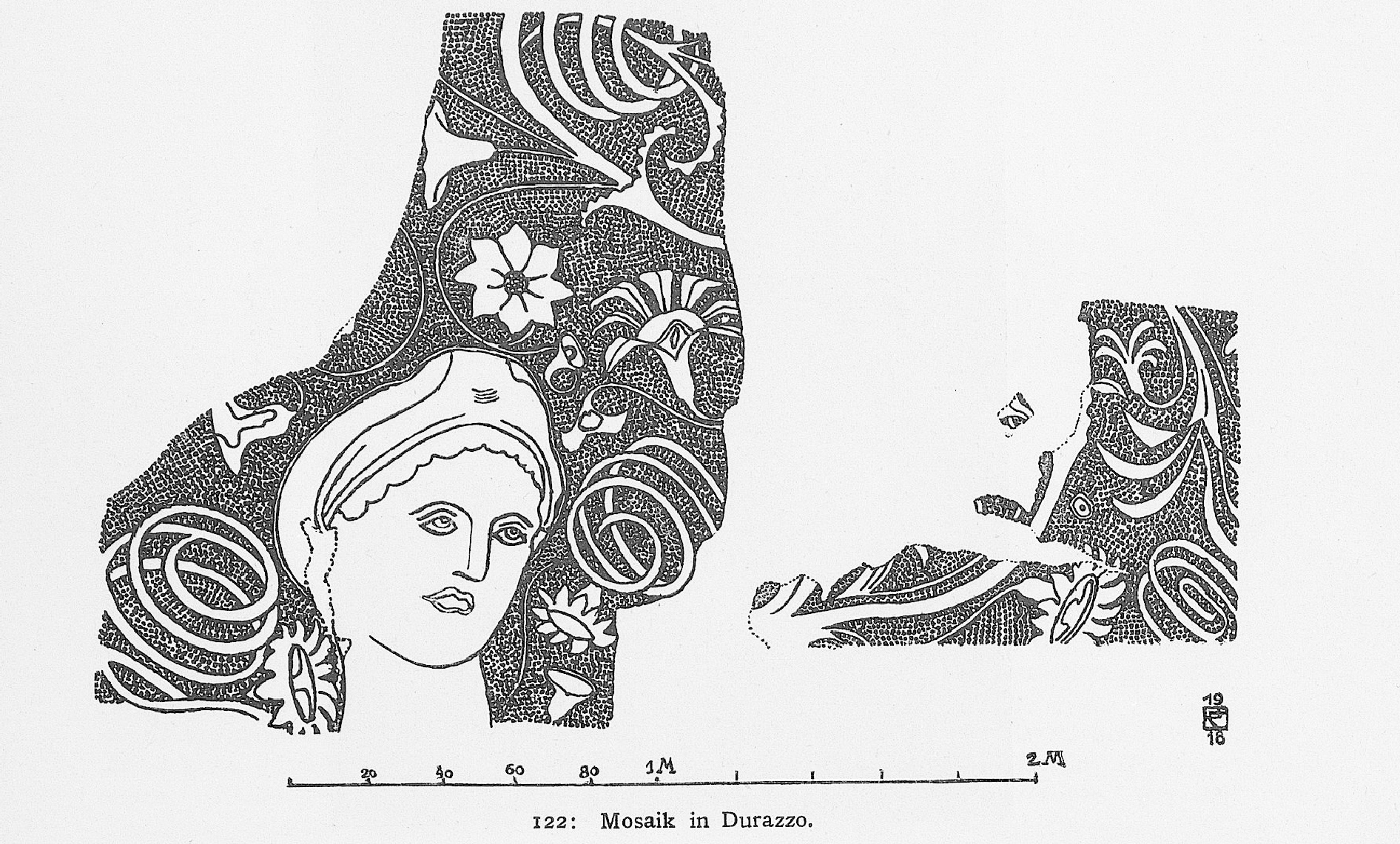
Boceto de Camillo Praschniker de 1918

El mosaico fue creado en la segunda mitad del siglo IV a. C. en Durrës, entonces conocido como Epidamnos, para servir como suelo decorativo de un baño privado y lujoso. El mosaico fue descubierto en 1916, en plena Primera Guerra Mundial, cuando Durrës fue ocupada por las fuerzas de Austria-Hungría. Durante los trabajos del ejército austrohúngaro para construir refugios antiaéreos, los ingenieros militares se encontraron con este mosaico, que fue desenterrado a 3,80 m (12,5 pies) de profundidad en los cimientos de una casa en el barrio de "Varosh", muy cerca del actual centro de la ciudad de Durrë. El arqueólogo austriaco Camillo Praschniker examinó rápidamente el mosaico en abril de 1918, antes de que se terminara el refugio. En su artículo Muzakhia and Malakastra: Archaeological research in Central Albania (en alemán: Muzakhia und Malakastra: archäologische Untersuchungen in Mittelalbanien), publicado en Viena en 1920, Praschniker fue el primero en incluir una imagen del mosaico y lo describió como una obra maestra figurativa.
Finalmente, después del final de la guerra, La belleza de Durrës fue cubierta y se perdió de vista, solo para ser redescubierta en 1947 por un arqueólogo de Durrës, Vangjel Toçi. No se hizo ampliamente conocido en el mundo de la historia del arte hasta después de 1959.
En 1982, el mosaico fue cuidadosamente trasladado de Durrës y colocado en la sala principal de antigüedades del Museo Histórico Nacional de Tirana, donde todavía se puede ver hoy en día.

## Descripción del mosaico
Con unos 24 siglos de antigüedad, el mosaico conocido como La belleza de Durrës tiene una superficie de unos nueve metros cuadrados. Es de forma elíptica, de unos 5,1 metros de ancho en la parte más ancha y de unos 3 metros en la más estrecha. El mosaico está hecho de guijarros de colores sin trabajar y todavía se encuentra en bastante buen estado. La expresión formal representa un buen ejemplo del arte de la antigüedad, en el que el arte helenístico se combina con los motivos locales del arte ilirio. Es considerado uno de los mosaicos más expresivos del mundo de su género. Desde el punto de vista estilístico, el mosaico se asemeja a los mosaicos de la misma época descubiertos en Pela, que formaba parte de la antigua Macedonia.

### El retrato de la mujer
Hay al menos dos teorías sobre el tema retratado en el mosaico. Según el historiador y arqueólogo Moikom Zeqo, la mujer representada en el mosaico es la misma que está pintada en los arquetipos de ánforas de Apulia y otras partes del sur de Italia, con figuras rojas de la época helenística. Según él, la Belleza de Durrës representa a la diosa cretense Ilitía, que era diosa del parto y la partería, ayudando en el parto saludable de los bebés. Sin embargo, el arqueólogo Afrim Hoti sugiere que el retrato de la mujer es probablemente la doncella Aura, compañera de la diosa Artemisa en la caza.
La cabeza de la mujer es de gran escala, con una cara ancha y mejillas anchas. Tiene un cuello largo y recto y su cabeza está ligeramente girada hacia el lado izquierdo, creando un retrato de tres cuartos. Su imagen parece tranquila y pacífica y su mirada es soñadora, casi melancólica. La figura está representada con labios curvos de color rojo brillante. La plasticidad minuciosamente elaborada de los labios, la exquisitez de su forma y su posición ligeramente abierta, le confieren una fisonomía excepcionalmente femenina. Un pequeño guijarro amarillo y rojo en la pupila de su ojo crea una mirada genuinamente rara en la figura de la mujer. Su corona trenzada de cabello castaño rojizo está particularmente bien representada y se distingue bastante del fondo negro mediante el uso de una silueta blanca. El efecto plástico de La figura femenina del mosaico en toda su integridad, representa una obra de artesanía artística muy desarrollada para la época.

### Diseño de fondo
El diseño que rodea a la figura femenina es único en cuanto a su composición y el fondo del mosaico es de color negro. Se caracteriza por un fuerte lirismo de las formas, evidente en la continuidad de las líneas curvilíneas, el diseño espontáneamente armónico y la distribución fluida de los elementos. La figura femenina está rodeada de flores de varios tipos, como jacinto, lirio y campanilla, así como de otros elementos florales como tallos, capullos y pétalos.

### Técnica
El mosaico se realizó mediante la técnica del opus vermiculatum, por lo que se dibuja un ligero contorno alrededor de las formas mediante teselas, que contrasta con el fondo negro oscuro. Los guijarros del río de diferentes colores se pegan entre sí con una gran maestría. El efecto plástico del retrato se consigue mediante el uso de varios matices de guijarros blancos, colocados en el modelo con una habilidad excepcional. Mientras que las líneas negras se utilizan solo para modelar las características principales del retrato.

## La figura del mosaico como parte de la cultura y la sociedad moderna
La Belleza de Durrës representa un símbolo de belleza y se ha convertido en una figura icónica que se adopta en varias formas de arte visual, poesía, cultura popular y vida comercial, especialmente en Durrës, la ciudad de su origen. Ejemplos de utilizaciones modernas de la Belleza de Durrës son:
- En el libro de poesía "4 shekuj para Krishtit" (4 siglos antes de Cristo) del poeta contemporáneo albanés Ferik Ferra, el poema principal del mismo título trata artísticamente de la figura femenina del mosaico y su época, mientras que la antigüedad es el tema principal de los otros poemas y el título del libro es una alusión a la época en que se realizó el mosaico.[9][10]
- En el International SummerFest Film of Durrës, el premio al mejor cortometraje se denomina "La belleza de Durrës" o "The Beautiful Maiden of Durrës Award".[11]
- La Asociación Bukuroshja e Durrësit, en cooperación con el Ministerio de Turismo, Asuntos Culturales, Juventud y Deportes de Albania, organiza el Festival Internacional de Danza Moderna, que se celebra desde 2006 tanto en Durrës como en Tirana.[12]
- El artista albanés de mármol Isa Shuaipi realizó una imitación artística de La belleza de Durrës en junio de 2009. Su trabajo se realizó utilizando más de 45 mil pequeños guijarros de mármol de cinco colores diferentes en un plano cuadrático con dimensiones de 120 cm por 80 cm.[13]
- La escenografía de la 30.ª edición del Festivali i Këngës (en español: Festival de la Canción) en 1991, consistió principalmente en una imitación a mayor escala de La belleza de Durrës, aunque difiere en algo del mosaico original.
- En el sector comercial, uno de los dos restaurantes del hotel de cinco estrellas Adriatik en Durrës lleva el nombre del mosaico Bukuroshja e Durrësit.[14]

### Moneda que representa la Belleza de Durrës
En 2004, el Banco de Albania emitió una moneda que celebraba la antigüedad albanesa, con la imagen de la belleza de Durrës y los elementos decorativos de ella tanto en el anverso como en el reverso. Se trata de una moneda dentada de metal blanco con un valor facial de 50 lekë, 24,25 milímetros (0,955 pulgadas) de diámetro y un peso de 5,50 gramos, y se emitieron unas 200.000 de las monedas, hechas de una aleación de 75 partes de cobre por 25 de níquel.
El anverso de la moneda muestra el mosaico de la Belleza de Durrës, rodeado de arcos y motivos florales estilizados del mosaico. En el arco de la moneda hay varios motivos decorativos, como círculos simétricos de la época iliria. El reverso de la moneda lleva una creación decorativa en su centro, rodeada de motivos florales tomados del mosaico. Esta figura todavía está acompañada por círculos hasta el arco de la moneda, debajo del cual está la inscripción "SHQIPËRI-ALBANIA 2004".
El pintor y grabador albanés Petraq Papa hizo los punzones con los que se acuñó la moneda, y esto fue hecho por la Casa de la Moneda polaca (Mennica Państwowa SA) en Varsovia, Polonia.